# Wumboko
Wumboko (auch Bamboko, Bambuku, Bomboko, Bumboko, Mboko und Womboko) ist eine Bantusprache und wird von circa 4000 Menschen in Kamerun gesprochen. 
Sie ist im Département Fako in der Region Sud-Ouest verbreitet.

## Klassifikation
Wumboko ist eine Nordwest-Bantusprache und gehört zur Duala-Gruppe, die als Guthrie-Zone A20 klassifiziert wird.